# جين ساذرلاند
جين ساذرلاند (بالإنجليزية: Jane Sutherland)‏ (26 ديسمبر 1853 - 25 يوليو 1928)، رسامة مناظر طبيعية أسترالية، كانت جزءًا من حركة الرسم في الهواء الطلق الرائدة في أستراليا، وعضو في مدرسة هايدلبرغ. تُعد دعوتها للنهوض بالمكانة المهنية للفنانات خلال أواخر القرن التاسع عشر إنجازًا ملحوظًا أيضًا.

## نشأتها المبكرة
وُلدت جين ساذرلاند في نيويورك لأبوين اسكتلنديين؛ هاجرت الأسرة إلى سيدني في عام 1864 وانتقلت إلى ملبورن في عام 1870. سرعان ما أصبحت عائلة ساذرلاند جزءًا مهمًا في تشكيل التأثير الثقافي لملبورن في أستراليا. وخلافًا للعادات في ذلك الوقت، كانت ساذرلاند تحصل على الدعم والتشجيع من عائلتها لمتابعة مهنتها كفنانة. وبسبب دعم عائلتها، كانت قادرةً على العيش براحة باعتبارها امرأة عاملة غير متزوجة.
وُجدَت حركتان متناقضتان متعلقتان بتعليم المرأة في أواخر القرن التاسع عشر. تقول الأولى بأن دور المرأة وهدفها هو الإنجاب فقط؛ وتُقدّر أهميتها من خلال رعاية الأم. بينما جاءت النظرة الثانية من حركة المناداة بمنح المرأة حق الاقتراع في أستراليا، التي دعت إلى حق الإناث في التصويت، والحاجة إلى تعليمٍ متساوٍ للوصول إلى الثقة والإنجاز والتوظيف. وشمل ذلك الفنون البصرية ودُمجت المرأة تدريجيًا في مدرسة المعرض الوطني. التحقت الزعيمة الجريئة ساذرلاند بهذه الحركات، في وقتٍ مبكرٍ من عام 1871، أي قبل 14 عامًا من تأسيس جمعية حقوق المرأة في ملبورن. اعتُبرت دراسة الفنون المرئية على عكس مجالاتٍ أخرى مثل الطب، مجالًا أسهل للانتقال إليه لأنها تعد هواية مناسبة للنساء من الطبقة العليا. لكنّ إمكانية أن تصبح الفنانة الأنثى مساويةً للفنان الذكر في العمولة والمعارض والاحترام كانت أكثر صعوبة.

## مهنتها

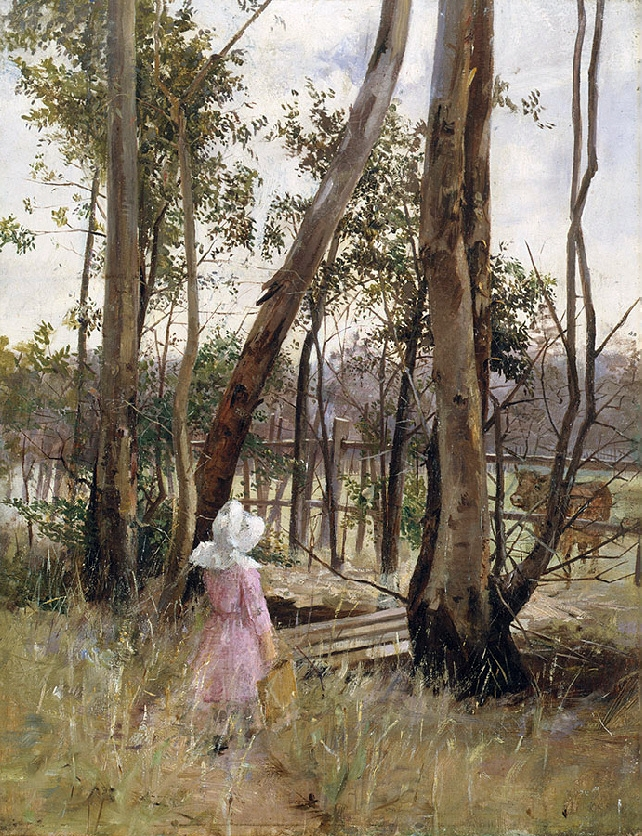
العرقلة (Obstruction)" عمل فني رسم في منطقة بوكس هيل (Box Hill) في أستراليا عام 1887.

أقامت ساذرلاند من عام 1878 معارضًا في أكاديمية الفنون الفيكتورية، ثم مع نقابة الفنانين الأستراليين ومع جمعية الفنانين الفيكتوريين (منذ عام 1888 حتى عام 1911). حصلت مع الوقت على تقديرٍ عالٍ لفنها، وكان مدعومًا بحقيقة أنها خضعت لتقييمٍ باستخدام نفس المصطلحات الخاصة بالفنانين الذكور، بدلًا من الملاحظات العامة لأعمال الفنانات في المعرض. برّر النقاد هذا التمييز نظرًا لأن المناظر الطبيعية في لوحات ساذرلاند مشابهة للنمط القوي لأعمال الفنانين الذكور. وأصبحت في عام 1884 واحدةً من أوائل النساء الأعضاء في جمعية بوناروتي، وكانت مع ماي فايل أول النساء المُنتخَبات كأعضاءٍ في جمعية الفنانين الفيكتوريين في عام 1990. وخلال سنوات عملها النشط، كانت موضع تقدير واحترام لجهودها في مجال الفنون البصرية في ملبورن.
كانت ساذرلاند الفنانة الرائدة في مجموعة رسامي ملبورن الذين عملوا خارج الأستوديو. فقامت برحلات تخطيطية في الهواء الطلق إلى المناطق الريفية النائية في ألفينغتون ومعبد ستو وبوكس هيل في فيكتوريا مع أقرانها الذكور من مدرسة هايدلبرغ. لم تستطع ساذلاند كونها امرأة على عكس أقرانها، توم روبرتس وآرثر ستريتون وتشارلز كوندر، البقاء مع الرجال في المعسكرات خلال الليل، وبدلًا من ذلك ذهبت برحلاتٍ يوميةٍ إلى المعسكرات.
تشاركت ساذرلاند في عام 1888، استوديو مع الفنانة كلارا ساذيرن بهدف التدريس. يعتبر الاستوديو في جروسفينور تشامبرز في شارع كولينز في ملبورن مركزًا لمدرسة هايدلبرغ إذ قام توم روبرتس وجين برايس بتأمين الاستوديوهات هناك.
نفذت كل من جين ساذرلاند وكلارا ساذيرن أعمالًا للمعرض الذي عُقد في ملبورن عام 1889. قدّم المعرض العديد من الأعمال لفنانين من مدرسة هايدلبرغ واعُتبر بداية النمط المعروف باسم الانطباعية الأسترالية. ومع ذلك، لم تُعرض أعمال ساذرلاند وكلارا.
خاض مؤرخو الفن جولييت بيرز وهامفري ماكوين جدالًا مستمرًا، حول ما إذا كان استبعاد ساذرلاند وكلارا يرجع إلى أدوار الجنسين في ذلك الوقت أو لمجرد أن عملهما لا يتناسب مع الرؤية الشاملة للمسؤول عن المعرض إليسي غود.